# Blanchardoplia rufa
Blanchardoplia rufa är en skalbaggsart som beskrevs av Marc Lacroix 1998. Blanchardoplia rufa ingår i släktet Blanchardoplia och familjen Melolonthidae. Inga underarter finns listade.